# Sa (kana)

Sa w hiraganie

Sa w katakanie

Za w hiraganie

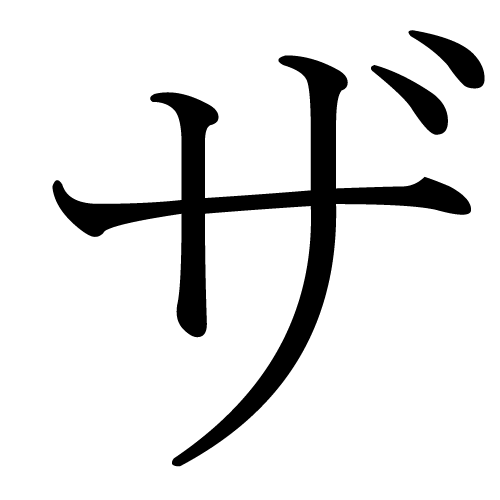
Za w katakanie

Sa – jedenasty znak japońskich sylabariuszy hiragana (さ) i katakana (サ). Reprezentuje on sylabę sa. Pochodzi bezpośrednio od znaków kanji 左 (wersja w hiraganie) i 散 (wersja w katakanie). Po dodaniu dakuten w obydwu wersjach znaku (ざ i ザ) reprezentuje on sylabę za.